# 法蒂玛·努尔·亚武兹
法蒂玛·努尔·亚武兹（土耳其語：Fatma Nur Yavuz，1997年1月4日—），土耳其女子羽毛球運動員。

## 簡歷
2014年11月，法蒂玛·努尔·亚武兹出戰摩洛哥羽毛球國際賽，分別與卡德·伊纳尔和米勒夫·圖爾古特合作贏得女子雙打和混合雙打比賽冠軍。

## 主要比賽成績
只列出曾進入準決賽的國際賽事成績：
| 年份   | 賽事                 | 公開賽級別 | 項目     | 拍檔              | 成績   |
| ------ | -------------------- | ---------- | -------- | ----------------- | ------ |
| 2013年 | 希臘羽毛球國際賽     | 國際系列賽 | 女子雙打 | 卡德·伊纳尔       | 準決賽 |
| 2014年 | 希臘羽毛球國際賽     | 國際系列賽 | 女子雙打 | 卡德·伊纳尔       | 準決賽 |
| 2014年 | 摩洛哥羽毛球國際賽   | 國際系列賽 | 女子雙打 | 卡德·伊纳尔       | 冠軍   |
| 2014年 | 摩洛哥羽毛球國際賽   | 國際系列賽 | 混合雙打 | 米勒夫·圖爾古特   | 冠軍   |
| 2014年 | 土耳其羽毛球國際賽   | 國際系列賽 | 女子雙打 | 卡德·伊纳尔       | 準決賽 |
| 2015年 | 土耳其羽毛球國際賽   | 國際系列賽 | 女子雙打 | 卡德·伊纳尔       | 冠軍   |
| 2015年 | 土耳其羽毛球國際賽   | 國際系列賽 | 混合雙打 | 米勒夫·圖爾古特   | 冠軍   |
| 2016年 | 保加利亞羽毛球公開賽 | 國際系列賽 | 女子雙打 | 卡德·伊纳尔       | 準決賽 |
| 2016年 | 保加利亞羽毛球國際賽 | 未來系列賽 | 女子雙打 | 布西拉·亚尔钦卡亚 | 冠軍   |
| 2016年 | 保加利亞羽毛球國際賽 | 未來系列賽 | 混合雙打 | 米勒夫·圖爾古特   | 冠軍   |
| 2016年 | 土耳其羽毛球國際賽   | 國際系列賽 | 女子雙打 | 卡德·伊纳尔       | 亞軍   |
| 2016年 | 土耳其羽毛球國際賽   | 國際系列賽 | 混合雙打 | 米勒夫·圖爾古特   | 冠軍   |
| 2017年 | 土耳其羽毛球國際賽   | 國際系列賽 | 女子雙打 | 布西拉·亚尔钦卡亚 | 準決賽 |

| 2007-2017年 | 首要超級賽 | 超級賽 | 黃金大獎賽 | 大獎賽 | 國際挑戰賽 | 國際系列賽 | 未來系列賽 | 其他 |

| 2018-2026年 | 總決賽 | 超級1000賽 | 超級750賽 | 超級500賽 | 超級300賽 | 超級100賽 | 國際挑戰賽 | 國際系列賽 | 未來系列賽 | 其他 |